# 364566 Yurga
364566 Yurga este o planetă minoră (asteroid) din Mars-crossing asteroid⁠(d). A fost descoperită pe 10 august 2007 la Observatorul Astrofizic din Crimeea⁠(d) de Vasili Egorovici Rumeanțev⁠(d) și a fost numită după Iurga. 
Obiectul prezintă o orbită caracterizată de o semiaxă mare de 2,1887906674783 UAi, o excentricitate de 0,25093982951235, o înclinație de 6,3958119861482 ° în raport cu ecliptica.